# Box Elder (Montana)
Box Elder é uma Região censo-designada localizada no estado americano de Montana, no Condado de Chouteau e Condado de Hill.

## Demografia
Segundo o censo americano de 2000, a sua população era de 794 habitantes.

## Geografia
De acordo com o United States Census Bureau tem uma área de 
14,9 km², dos quais 14,9 km² cobertos por terra e 0,0 km² cobertos por água. Box Elder localiza-se a aproximadamente 809 m acima do nível do mar.

## Localidades na vizinhança
O diagrama seguinte representa as localidades num raio de 20 km ao redor de Box Elder. 